# Balta patula
Balta patula är en kackerlacksart som först beskrevs av Walker, F. 1869.  Balta patula ingår i släktet Balta och familjen småkackerlackor. Inga underarter finns listade.